# Piricse, Szabolcs-Szatmár-Bereg
Piricse  este un sat în districtul Nyírbátor, județul Szabolcs-Szatmár-Bereg, Ungaria, având o populație de 1.846 de locuitori (2011). 

## Demografie
Componența etnică a satului Piricse
     Maghiari (82,52%)
     Romi (17,25%)
     Germani (0,24%)
Componența confesională a satului Piricse
     Reformați (29,74%)
     Greco-catolici (22,16%)
     Romano-catolici (8,94%)
     Fără religie (1,84%)
     Atei (1,3%)
     Necunoscută (36,02%)
     Alte religii (0,16%)
Conform recensământului din 2011, satul Piricse avea 1.846 de locuitori. Din punct de vedere etnic, majoritatea locuitorilor (82,52%) erau maghiari, cu o minoritate de romi (17,25%). Nu există o religie majoritară, locuitorii fiind reformați (29,74%), greco-catolici (22,16%), romano-catolici (8,94%), persoane fără religie (1,84%) și atei (1,3%). Pentru 36,02% din locuitori nu este cunoscută apartenența confesională.